# بوب دي غروت
بوب دي غروت (بالفرنسية: Bob de Groot)‏ (و. 1941  م) هو كاتب سيناريو، وفنان قصص مصورة بلجيكي، ولد في بروكسل.